# یک سال عشق (ترانه)
«یک سال عشق» (به انگلیسی: One Year of Love) تک‌آهنگی از کوئین است که در سال ۱۹۸۶ میلادی منتشر شد.